# チップ・ジェンキンス
チップ・ジェンキンス（Charles Lamont "Chip" Jenkins Jr.、1964年4月9日 ‐ ）は、アメリカ合衆国・ニューヨーク出身の元陸上競技選手。専門は短距離走の400m。4×400mリレーの元室内世界記録保持者である。1992年バルセロナオリンピック男子4×400mリレーでは予選のみ出場して金メダルを獲得した。父は1956年メルボルンオリンピックの男子400mと男子4×400mリレーで金メダルを獲得したチャーリー・ジェンキンス。

## 経歴
1987年2月1日のシェルブルック国際室内男子600mで1分15秒80の室内全米新記録（当時）を樹立。自身初の600mのレースで室内世界記録（当時）に0秒03差と迫る好タイムをマークした。
1989年3月10日にグラスゴーで開催された室内大会の男子4×400mリレーにおいて、アメリカチームの2走を務めてチーム最速となる46秒1のスプリットをマークし、3分05秒21の室内世界新記録（当時）樹立に貢献した。
1991年3月のセビリア世界室内選手権では、男子400mはファイナリストになるも47秒18の4位に終わりメダルを逃した。男子400m決勝から約2時間後に行われた男子4×400mリレー決勝ではアメリカチームの2走を務め、チーム最速となる45秒0のスプリットをマーク。3分03秒05の室内世界新記録（当時）で優勝したドイツには0秒19及ばず惜しくも優勝は逃したが、北中米カリブ海新記録（当時）を樹立しての銀メダル獲得に貢献した。
1992年8月のバルセロナオリンピック男子4×400mリレー予選でアメリカチームの3走を務め、2分59秒14の組2着で決勝進出に貢献した。決勝で出番は回ってこなかったが、アメリカチームは優勝したため予選を走ったジェンキンスも金メダルを手にした。これにより、親子2代にわたってオリンピックの金メダリストとなった。

## 自己ベスト
記録欄の（　）内の数字は風速（m/s）で、+は追い風を意味する。
| 種目 | 記録      | 年月日         | 場所               | 備考           |
| 屋外 | 屋外      | 屋外           | 屋外               | 屋外           |
| ---- | --------- | -------------- | ------------------ | -------------- |
| 400m | 44秒90    | 1992年6月10日  | インディアナポリス |                |
| 室内 |           |                |                    |                |
| 300m | 33秒21    | 1992年1月31日  | カールスルーエ     |                |
| 400m | 46秒08    | 1991年2月10日  | ボストン           |                |
| 500m | 1分01秒35 | 1990年12月16日 | イーストオレンジ   |                |
| 600m | 1分15秒80 | 1987年2月1日   | シェルブルック     | 元室内全米記録 |

## 主要大会成績
備考欄の記録は当時のもの
| 年   | 大会                | 場所       | 種目    | 結果 | 記録            | 備考               |
| ---- | ------------------- | ---------- | ------- | ---- | --------------- | ------------------ |
| 1991 | 世界室内選手権      | セビリア   | 400m    | 4位  | 47秒18          |                    |
| 1991 | 世界室内選手権      | セビリア   | 4x400mR | 2位  | 3分03秒24 (2走) | 北中米カリブ海記録 |
| 1992 | オリンピック        | バルセロナ | 4x400mR | 予選 | 2分59秒14 (3走) | 決勝進出           |
| 1992 | ワールドカップ (en) | ハバナ     | 400m    | 3位  | 46秒10          |                    |
| 1992 | ワールドカップ (en) | ハバナ     | 4x400mR | 4位  | 3分03秒80 (4走) |                    |